# Principios Mitchell
Los Principios Mitchell son seis reglas básicas que aceptaron los gobiernos de Irlanda y Gran Bretaña y los partidos políticos de Irlanda del Norte relativos a la participación en las conversaciones sobre el futuro de la región. El nombre viene del senador de EE. UU. George Mitchell, quien estuvo muy involucrado en el proceso de paz de Irlanda del Norte. Todos los implicados en las negociaciones tenían que afirmar su compromiso de:
- El uso de medios exclusivamente democráticos y pacíficos para resolver las cuestiones políticas
- El desarme total de todas las organizaciones paramilitares
- Acordar que el desarme debe ser verificable por una comisión independiente
- Renunciar ellos mismos, y oponerse a cualquier intento de otros, a utilizar la fuerza o amenazar con utilizarla para influir en el curso o en los resultados alcanzados en las negociaciones multipartitas;
- Comprometerse con respetar los términos de cualquier acuerdo alcanzado en las negociaciones multipartiras y con recurrir a métodos exclusivamente democráticos y pacíficos para tratar de modificar cualquier aspecto de esos acuerdos con los que puedan estar en desacuerdo, y,
- Instar a que los asesinatos y palizas de “castigo” terminen y a tomar medidas eficaces para prevenir tales acciones.

La aceptación de los principios por parte del Sinn Féin fue muy criticada por los republicanos más radicales y llevó a renuncias dentro del partido. 
El 14 de noviembre del 2009 la Izquierda Abertzale hizo público simultáneamente en Venecia una declaración en la que se comprometían a asumir los principios Mitchell. Compromiso que reiteraron tras concluir el debate interno el 15 de febrero de 2010.